# Institut national de métrologie
Pour les articles homonymes, voir INM.
L'Institut national de métrologie (INM) est un institut de recherche du Conservatoire national des arts et métiers (Cnam). Il est aussi l'un des quatre laboratoires nationaux de métrologie fédérés par le Laboratoire national de métrologie et d'essais (LNE).
Il a pour mission d'assurer la mise en place, la conservation, l'amélioration et le transfert des références métrologiques françaises pour quatre des sept grandeurs de base du Système international d'unités : la masse, la longueur, l'intensité lumineuse et la température thermodynamique.